# Brasiliosoma apicale
Brasiliosoma apicale är en skalbaggsart som beskrevs av Monné 1980. Brasiliosoma apicale ingår i släktet Brasiliosoma och familjen långhorningar. Inga underarter finns listade.